# J.League Cup
Der J. League Cup, auch YBC Levain Cup genannt, ist der japanische Ligapokal im Fußball, der alljährlich von den Mannschaften der Profiliga J. League ausgetragen wird. Benannt ist der Pokal, der seit 1992 stattfindet, nach einer Marke des japanischen Nahrungsmittelkonzerns Yamazaki Biscuits, einer Tochter der amerikanischen Firma Nabisco. Aktuell wird der Titel von Nagoya Grampus gehalten.
Der Wettbewerb, der üblicherweise im März beginnt und dessen Finale im Oktober oder November angesetzt ist, steht im Prestige an dritter Stelle nach der Meisterschaft und dem Kaiserpokal.
Seit 2007 tritt der Sieger regelmäßig im Folgejahr gegen den aktuellen Gewinner der Copa Sudamericana um die Copa Suruga Bank bzw. Suruga Bank Championship an. Der Wettbewerb findet in einem Spiel jeweils auf dem Platz des japanischen Ligapokalsiegers statt.

## Austragungsmodus
Da sich die Anzahl der teilnehmenden Mannschaften mit der Größe der J. League seit 1993 sehr oft geändert hat, wurde auch der Austragungsmodus einige Male geändert. Von seinem ursprünglichen Vorbild, dem englischen League Cup, hat er sich dabei im Laufe der Jahre weit entfernt.
In der Saison 2018 bestreiten alle 18 Erstligisten sowie die beiden besten Absteiger aus der vergangenen Saison den Wettbewerb. Hierbei werden die 16 Mannschaften, die nicht an der AFC Champions League teilnehmen, in vier Vierergruppen gelost, wo sie jeweils in Hin- und Rückspiel aufeinandertreffen. Die Gruppensieger und Gruppenzweiten qualifizieren sich für eine Ausscheidungsrunde, in der in Hin- und Rückspiel vier Teilnehmer für das Viertelfinale ermittelt werden; die siegreichen Mannschaften treffen dann im Viertelfinale auf die vier Champions-League-Teilnehmer, die auf Grund ihres internationalen Engagements Freilose für die Gruppenphase erhalten haben (das ermöglicht es den Veranstaltern, die Termine des Ligapokals mit denen der AFC Champions League zusammenzulegen). Auch Viertel- und Halbfinale werden mit Hin- und Rückspiel ausgetragen, ehe am 27. Oktober 2018 das Finale im Saitama Stadium 2002 erfolgt.

## Alle Finalspiele seit 1992
Die Kashima Antlers sind mit sechs Titeln Rekordsieger. Die Antlers halten mit neun Finalteilnahmen auch diesen Rekord.
| Jahr | Sieger                    | Ergebnis              | Zweiter                    |                   |
| ---- | ------------------------- | --------------------- | -------------------------- | ----------------- |
| 1992 | Verdy Kawasaki            | 1:0                   | Shimizu S-Pulse            |                   |
| 1993 | Verdy Kawasaki            | 2:1                   | Shimizu S-Pulse            |                   |
| 1994 | Verdy Kawasaki            | 2:0                   | Júbilo Iwata               |                   |
| 1995 | Nicht ausgetragen         | Nicht ausgetragen     | Nicht ausgetragen          | Nicht ausgetragen |
| 1996 | Shimizu S-Pulse           | 3:3 (n. E. 5:4)       | Verdy Kawasaki             |                   |
| 1997 | Kashima Antlers           | 2:1, 5:1              | Júbilo Iwata               |                   |
| 1998 | Júbilo Iwata              | 4:0                   | JEF United Ichihara        |                   |
| 1999 | Kashiwa Reysol            | 2:2 (n. E. 5:4)       | Kashima Antlers            |                   |
| 2000 | Kashima Antlers           | 2:0                   | Kawasaki Frontale          |                   |
| 2001 | Yokohama F. Marinos       | 0:0 (n. E. 4:2)       | Júbilo Iwata               |                   |
| 2002 | Kashima Antlers           | 1:0                   | Urawa Red Diamonds         |                   |
| 2003 | Urawa Red Diamonds        | 4:0                   | Kashima Antlers            |                   |
| 2004 | FC Tokyo                  | 0:0 (n. E. 4:3)       | Urawa Red Diamonds         |                   |
| 2005 | JEF United Ichihara Chiba | 0:0 (n. E. 5:4)       | Gamba Osaka                |                   |
| 2006 | JEF United Ichihara Chiba | 2:0                   | Kashima Antlers            |                   |
| 2007 | Gamba Osaka               | 1:0                   | Kawasaki Frontale          |                   |
| 2008 | Ōita Trinita              | 2:0                   | Shimizu S-Pulse            |                   |
| 2009 | FC Tokyo                  | 2:0                   | Kawasaki Frontale          |                   |
| 2010 | Júbilo Iwata              | 5:3 (n. V.)           | Sanfrecce Hiroshima        |                   |
| 2011 | Kashima Antlers           | 1:0 (n. V.)           | Urawa Reds Diamonds        |                   |
| 2012 | Kashima Antlers           | 2:1 (n. V.)           | Shimizu S-Pulse            |                   |
| 2013 | Kashiwa Reysol            | 1:0                   | Urawa Red Diamonds         |                   |
| 2014 | Gamba Osaka               | 3:2                   | Sanfrecce Hiroshima        |                   |
| 2015 | Kashima Antlers           | 3:0                   | Gamba Osaka                |                   |
| 2016 | Urawa Red Diamonds        | 1:1 (n. E. 5:4)       | Gamba Osaka                |                   |
| 2017 | Cerezo Osaka              | 2:0                   | Kawasaki Frontale          |                   |
| 2018 | Shonan Bellmare           | 1:0                   | Yokohama F.Marinos         |                   |
| 2019 | Kawasaki Frontale         | 3:3 (n. E. 5:4)       | Hokkaido Consadole Sapporo |                   |
| 2020 | FC Tokyo                  | 2:1                   | Kashiwa Reysol             |                   |
| 2021 | Nagoya Grampus            | 2:0                   | Cerezo Osaka               |                   |
| 2022 | Sanfrecce Hiroshima       | 2:1                   | Cerezo Osaka               |                   |
| 2023 | Avispa Fukuoka            | 2:1                   | Urawa Red Diamonds         |                   |
| 2024 | Nagoya Grampus            | 3:3 n. V. (5:4 i. E.) | Albirex Niigata            |                   |